# Get Your Heart On!
Get Your Heart On! — четвёртый студийный альбом канадской рок-группы Simple Plan, выпущенный 21 июня 2011 года. В некоторых странах, таких как Австралия и Нидерланды, альбом был выпущен 17 июня 2011 года. «Can’t Keep My Hands Off You» был выпущен в качестве первого сингла 31 марта 2011 года. «Jet Lag» был выпущен в качестве сингла 25 апреля 2011 года. К синглу были сняты несколько версий клипов. 4 мая 2011 года был выпущен английский вариант и 16 мая 2011 года, французская версия. Третий сингл «Astronaut» и его клип вышли 19 сентября. «Summer Paradise» был выпущен в качестве четвёртого сингла с официального альбома 13 декабря 2011 года. В тот же день вышло видео, снятое полностью в Австралии во время «Get Your Heart On Tour!»..

## Первая информация об альбоме
До официальной информации об альбоме в Интернет просочились два демо-трека: «Famous for Nothing» и «Just Around the Corner». Когда был опубликован плей-лист альбома, треков там не оказалось.

## Создание и выпуск
До выпуска альбома группа впервые исполнила песню «You Suck at Love» во время тура Bamboozle Roadshow в июне 2010 года. 11 февраля 2011 года группа выпустила фрагмент студийной версии песни на своем веб-сайте и странице на YouTube, и было предположено, что песня станет первым синглом с нового альбома.
30 марта группа объявила, что они приступили к съемкам видео на песни «Can’t Keep My Hands Off You» и «Astronaut».
После этого Simple Plan выпустили «Can't Keep My Hands Off You», для записи был приглашен Риверс Куомо из Weezer, песня была выпущена 31 марта 2011 года. Первый официальный сингл — «Jet Lag» вышел 25 апреля 2011 года, для записи песни была приглашена британская поп-певица Наташа Бедингфилд, другая версия на французском языке была записана с вокалом франко-канадской певицы Мэри Мэй.
16 мая вышел клип «Jet Lag» на французском языке с Мэри Мэй. Премьера состоялась на официальном канале Simple Plan на YouTube.
17 мая группа объявила, что фанаты, которые предварительно заказали Get Your Heart On! версий Ultimate или Premium Bundle, получат возможность скачать песни «Loser of the Year» 22 мая.
3 июня группа впервые сыграла песню «Last One Standing» на концерте в Варшаве, Польша.
9 июня группа объявила, что если вы предварительно заказали «Ultimate Fan Pack» или «Premium Pack» альбома, то вы предварительно получите три бонусные песни: «Loser Of The Year (Acoustic)», «Jet Lag (Feat Marie-Mai)» и «Never Should Have Let You Go».
Группа выступала в туре 2011 Vans Warped Tour, в различных местах с 6 по 30 июля.
17 февраля 2012 года вышла новая версия Summer Paradise с участием Шон Пола. Видео на новую версию снимали в Барбадосе.

## Прием
| Совокупная оценка    | Совокупная оценка |
| Источник             | Оценка            |
| -------------------- | ----------------- |
| Metacritic           | (66/100)          |
| Оценки критиков      |                   |
| Источник             | Оценка            |
| Absolute Punk        | (7.4/10)          |
| Allmusic             | [ 14 ]            |
| Alternative Press    | (favorable)       |
| Alter the Press      | [ 15 ]            |
| Entertainment Weekly | (B)               |
| Kerrang!             | (favorable)       |
| Rock Sound           | (7/10)            |
| Sputnikmusic         | [ 18 ]            |

### Критика
После его выпуска, альбом получил благоприятные отзывы от большинства музыкальных критиков. Эндрю Лихи (Allmusic) написал, что «Get Your Heart On!» удается звучать молодым, не совершая большинства ошибок, которые мешают альбомам молодых групп. Лихи закончил свой обзор, написав, что Simple Plan, возможно, слишком стар для того чтобы писать музыку, которая звучит, как будто она по-прежнему направлена на подростков, но всё равно они не растратили своё умение, и «Get Your Heart On!» вышел ни чуть не хуже чем дебютный альбом группы.

## Список композиций
Все песни написаны и исполнены Simple Plan, другие участники, которые работали над песнями, приведены ниже.
| №   | Название                                                                                   | Длительность |
| --- | ------------------------------------------------------------------------------------------ | ------------ |
| 1.  | «You Suck at Love»                                                                         | 3:11         |
| 2.  | «Can't Keep My Hands Off You» (feat. Rivers Cuomo)                                         | 3:21         |
| 3.  | «Jet Lag» (feat. Natasha Bedingfield, соавторы Nolan Sipe и Ryan Petersen)                 | 3:24         |
| 4.  | «Astronaut» (соавторы Jim Irvin и Julian Emery)                                            | 3:41         |
| 5.  | «Loser of the Year» (соавтор Claude Kelly)                                                 | 3:26         |
| 6.  | «Anywhere Else But Here»                                                                   | 3:44         |
| 7.  | «Freaking Me Out» (feat. Alex Gaskarth из All Time Low, соавторы Jim Irvin и Julian Emery) | 3:07         |
| 8.  | «Summer Paradise» (feat. K'naan)                                                           | 3:56         |
| 9.  | «Gone Too Soon»                                                                            | 3:16         |
| 10. | «Last One Standing»                                                                        | 3:27         |
| 11. | «This Song Saved My Life»                                                                  | 3:12         |

| №   | Название                            | Длительность |
| --- | ----------------------------------- | ------------ |
| 12. | «Summer Paradise» (feat. Sean Paul) | 3:56         |

| №   | Название                               | Длительность |
| --- | -------------------------------------- | ------------ |
| 12. | «Jet Lag» (feat. Marie-Mai)            | 3:24         |
| 13. | «Never Should Have Let You Go»         | 4:23         |
| 14. | «Loser of the Year» (acoustic version) | 3:50         |

| №   | Название                            | Длительность |
| --- | ----------------------------------- | ------------ |
| 15. | «Summer Paradise» (feat. Sean Paul) | 3:56         |

| №   | Название                                             | Длительность |
| --- | ---------------------------------------------------- | ------------ |
| 12. | «Jet Lag» (feat. Marie-Mai)                          | 3:24         |
| 13. | «Summer Paradise» (feat. Sean Paul)                  | 3:56         |
| 14. | «Summer Paradise (French version)» (feat. Sean Paul) | 3:53         |

| №   | Название                                        | Длительность |
| --- | ----------------------------------------------- | ------------ |
| 12. | «Astronaut» (Naked Version)                     |              |
| 13. | «Summer Paradise» (Japan Live)                  |              |
| 14. | «You Suck At Love» (India Live)                 |              |
| 15. | «Summer Paradise» (feat. Taka from ONE OK ROCK) |              |

## Участники записи
Simple Plan
- Пьер Бувье (Pierre Bouvier) — вокал
- Чарльз Комо (Charles Como) — ударные, групповой вокал
- Джефф Стинко (Jeff Stinco) — гитара, групповой вокал
- Себастьян Лефебр (Sebastien Lefebvre) — гитара, бэк-вокал
- Дэвид Дезрозиерс (David Desrosiers) — бас-гитара, бэк-вокал

Дополнительные участники
- Риверс Куомо (Rivers Cuomo) — вокал в песне «Can’t Keep My Hands Off You»
- Наташа Бедингфилд (Natasha Bedingfield) — вокал в песне «Jet Lag»
- K'naan — вокал в песне «Summer Paradise»
- Шон Пол (Sean Paul) — вокал в песне «Summer Paradise»
- Алекс Гаскарт (Alex Gaskarth) — вокал в песне «Freaking Me Out»
- Мэри Мэй (Marie-Mai) — вокал в песне «Jet Lag» (Французская версия)
- Фанаты Simple Plan — вокал в песне «This Song Saved My Life»

### Продюсеры
- Брайан Хоус (Brian Howes) — продюсер

## Чарты
| Чарт (2011)                               | Макс позиция |
| ----------------------------------------- | ------------ |
| Austrian Albums Chart                     | 22           |
| Australian Albums Chart                   | 13           |
| Belgian Albums Chart (VL)                 | 75           |
| Belgian Albums Chart (Wa)                 | 34           |
| Canadian Albums Chart                     | 2            |
| Czech Albums Chart                        | 30           |
| Dutch Albums Chart                        | 36           |
| French Albums Chart                       | 10           |
| German Albums Chart                       | 10           |
| Italian Albums Chart                      | 93           |
| Japanese Albums Chart                     | 15           |
| Mexican Albums Chart                      | 15           |
| Spanish Albums Chart                      | 17           |
| Swedish Albums Chart                      | 50           |
| Swiss Albums Chart                        | 7            |
| South Korean Albums Chart (International) | 21           |
| Taiwanese Albums Chart                    | 8            |
| UK Albums Chart                           | 71           |
| US Billboard 200                          | 52           |
| US Billboard Rock Albums                  | 14           |
| US Billboard Alternative Albums           | 10           |

## История релизов
«Get Your Heart On!» был выпущен 21 июня 2011 года в США, Канаде и Мексике.
| Страна         | Дата            |
| -------------- | --------------- |
| США, Канада    | 21 июня 2012    |
| Великобритания | 3 сентября 2012 |